# Rebot (bàsquet)

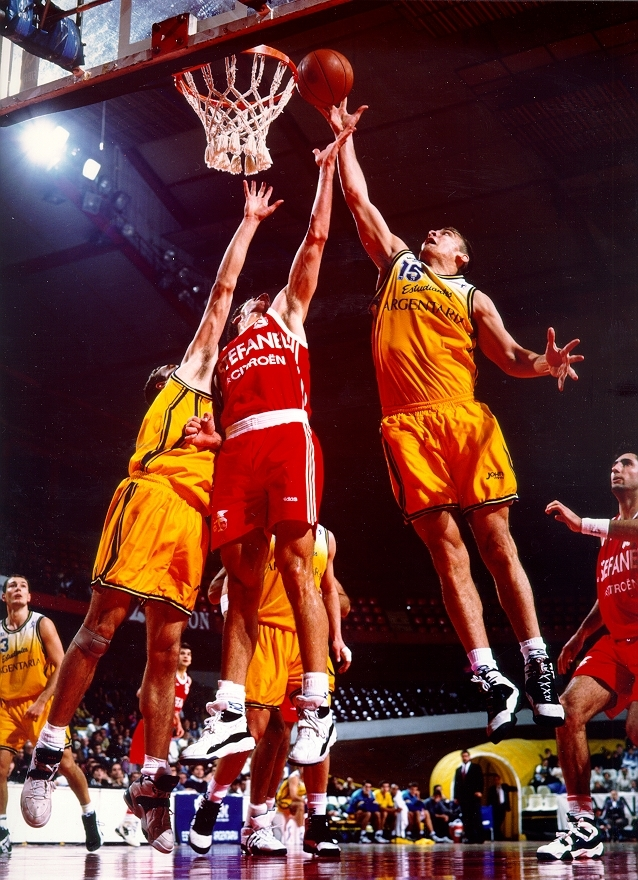
Diversos jugadors lluiten per un rebot

Un rebot en bàsquet és l'acte d'aconseguir la pilota després d'un llançament de camp o d'un tir lliure fallat. Són un dels objectius fonamentals dels pivots o homes alts d'un equip, tot i que qualsevol jugador de pista pot intentar aconseguir-lo.

## Tipus
Els rebots estan dividits en dues categories principals: d'una banda, els rebots ofensius, que són aquells que recupera un equip quan ataca, sense canviar la possessió de la pilota, i per un altre, els defensius, en els quals l'equip que defensa guanya la possessió després d'un llançament a cistella fallat per l'oponent. Aquests últims són els més habituals, degut al fet que l'equip que defensa està permanentment més prop de la cistella. A més, en moltes estadístiques oficials dels principals campionats de bàsquet, consten també els denominats "rebots d'equip", que són aquells en els quals, després d'un llançament fallit, no és clar quin jugador té el control de la pilota, perquè surt fora de la pista sense que ningú en pugui controlar la possessió.
Els rebots s'anoten a les estadístiques d'aquells jugadors que guanyen clarament la possessió després d'un llançament a cistella. Solen ser tasca dels homes més alts de cada equip, com els pivots o els aler-pivots no obstant això, al llarg de la història hi ha hagut gent petita, jugant en posicions allunyades del cercle, amb una especial habilitat per a capturar-los, com és el cas del base estatunidenc Jason Kidd, que fou el màxim rebotejador dels Nets durant dues temporades.

## Rebotejadors històrics
- Wilt Chamberlain: Va liderar l'NBA en rebots durant onze temporades, tenint el record de ser el jugador amb més rebots aconseguits en una carrera en la temporada regular (23.924), la millor mitjana (22,9 per partit), més rebots en una única temporada (2.149), la millor mitjana (27,2), més rebots en un únic partit (55) i en un partit de play-of (41).

- Bill Russell: va ser el primer jugador de l'NBA que va fer més de 20 rebots de mitjana en una fase regular. És el segon jugador en rebots totals després de Chamberlain en la història de la competició tant en el total com en la mitjana. Va fer una mitjana de més de vint captures per partit en deu de tretze temporades de professional.

- Bob Pettit: Va fer 20,3 rebots de mitjana per partit en la temporada 1960-61, la seva mitjana en el total de la seva carrera fou de 16,2 rebots, sent el tercer millor de tots els temps. Manté un record als All Stars en aconseguir 26 al 1958 i 27 al 1962.

- Nate Thurmond: Va fer més de 20 rebots de mitjana en dues temporades diferents, amb una mitjana total al final de la seva carrera de 15,0 per partit. Manté un record de l'NBA en ser el jugador amb més rebots aconseguits en un quart amb 18. És, al costat de Bill Russell i Wilt Chamberlain, l'únic jugador capaç d'aconseguir més de 40 rebots en un partit.

- Jerry Lucas: Va fer més de 20 rebots de mitjana per partit en dues temporades (incloent 21,1 en la 1965-66), i va tenir una mitjana al llarg de la seva carrera de 15,6 per partit.

- Moses Malone: Va liderar la lliga en rebots per partit en 6 temporades, amb un màxim de 17,6 per partit en la 1978-79. És el cinquè màxim rebotejador de la història de l'NBA, i el tercer si es tenen en compte les seves temporades en l'ABA.

- Dennis Rodman: Va liderar l'NBA en rebots en 7 temporades diferents, amb un màxim de 18,7 en la 1991-92.

## Rebotejadors destacats a l'NBA

### Retirats
Maurice Stokes, Elgin Baylor, Walt Bellamy, Wes Unseld, Elvin Hayes, Kareem Abdul-Jabbar, Dave Cowens, Artis Gilmore, Robert Parish, Hakeem Olajuwon, Patrick Ewing, Charles Barkley, Karl Malone, David Robinson, Dikembe Mutombo, Ben Wallace, Alonzo Mourning, Shaquille O'Neal, Kevin Garnett, Tim Duncan.

### Actius
Dwight Howard, Jermaine O'Neal